# لزيفة (أمزوضة)
لزيفة هي إحدى مشيخات المملكة المغربية، تتبع جغرافيا لإقليم شيشاوة وإداريًا لأمزوضة. يقدر عدد سكانها بـ 5988 نسمة حسب الإحصاء الرسمي للسكان والسكنى لسنة 2004.